# 长体爬鳅
长体爬鳅（学名：Balitora elongata）为辐鳍鱼纲鲤形目平鳍鳅科爬鳅属的鱼类。在中国，分布于云南等。该物种的模式产地在云南漾濞河。体长可达6.2公分，生活习性不明。
其种加词“elongata”意为“长的”。